# Харкевич, Владимир Иванович
Влади́мир Ива́нович Харке́вич (29 сентября [11 октября] 1856 — 13 [26] августа 1906) — русский генерал-лейтенант Генштаба, военный историк. Участник Русско-турецкой (1877—1878) и Русско-японской войн.

## Биография
Православного вероисповедания. Образование получил в Киевской классической гимназии. В 1876 году окончил Михайловское артиллерийское училище по 1-му разряду.
Во время Русско-турецкой войны 1877—1878 годов исполнял штабные обязанности.
В 1882 году окончил Николаевскую академию Генерального штаба.
С 24 ноября 1882 года — обер-офицер для особых поручений при штабе 9-го армейского корпуса. С 27 мая 1885 года служил в Румелии (на Балканах). 5 октября того же года вернулся в Россию, где назначен помощником старшего адъютанта штаба Харьковского военного округа. С 13 апреля 1886 года — столоначальник Главного штаба. С 9 июля 1887 года — штаб-офицер для поручений при штабе Виленского военного округа, а с 7 марта 7890 — штаб-офицер для особых поручений при командующем войсками того же военного округа. Со 2 ноября 1889 по 2 ноября 1890 года проходил цензовое командование батальоном в 106-м Уфимском пехотном полку. 26 августа 1892 года назначен начальником военных сообщений Виленского военного округа.
В 1900—1902 годах преподавал в Николаевской академии Генерального штаба.
С 16 февраля 1904 года, во время Русско-японской войны, состоял в распоряжении командующего Маньчжурской армией. С 16 апреля того же года — генерал-квартирмейстер Маньчжурской армии, а 28 октября был назначен начальником полевого штаба сформированной в то время 1-й Маньчжурской армии, а 17 марта 1905 года — начальником штаба главнокомандующего всеми сухопутными и морскими силами, действующими против Японии.
Умер 13 августа 1906 года.
Был женат, имел 4 детей.

## Военно-исторические исследования
Специализировался на изучении Отечественной войны 1812 года. Принадлежал к так называемой «русской школе» истории военного искусства, являясь представителем научно-критического направления в русской дореволюционной военной историографии. Основывая свои исследования на широком массиве источников, многие из которых в научный оборот были введены впервые, Харкевич внёс значительный вклад в изучение Отечественной войны 1812 года. Он глубоко и объективно анализировал силы сторон и роль их военачальников. Значительное внимание в своих исследованиях Харкевич уделял стратегии и тактике противоборствующих сторон, детально описывая ход военных действий.
Подготовил к изданию сборники «Отечественная война 1812 года», (в 12 томах; 1900—1914) и «1812 год в дневниках, записках и воспоминаниях современников» (в 4 выпусках; 1900—1907).
Кроме того, статьи Харкевича о военных действиях в Отечественную войну 1812 года публиковались в журналах «Исторический вестник», «Военный сборник» и др.

## Чинопроизводство
- Вступил в службу (28 августа 1873)
- Подпоручик (10 августа 1876)
- Поручик (26 декабря 1877)
- Подпоручик гвардии (4 февраля 1878)
- Поручик (28 марта 1882)
- Штабс-капитан (4 апреля 1882) — награждён
- Капитан (28 ноября 1882)
- Подполковник (13 апреля 1886)
- Полковник (30 августа 1891) — награждён
- Генерал-майор (30 августа 1900)
- Генерал-лейтенант (20 августа 1904) — награждён «За отличие в делах против японцев»

## Награды
- Орден Святой Анны 4-й степени «За храбрость» (1878)
- Орден Святого Станислава 3-й степени с мечами и бантом (1878)
- Орден Святой Анны 3-й степени (1884)
- Орден Святого Владимира 4-й степени (1889)
- Орден Святой Анны 2-й степени (1891)
- Орден Святого Владимира 3-й степени (1895)
- Орден Святого Станислава 1-й степени (1903)
- Орден Святой Анны 1-й степени с мечами (1905)
- Орден Святого Владимира 2-й степени с мечами (1905)
- Золотое оружие «За храбрость» (1905)

Иностранные
- Офицер государственного просвещения (фр. Officier de l'Instruction publique; 1896)